# Морски дявол
 Тази статия е за риби от вида Lophius piscatorius.  За риби от вида Manta birostris (Морски дявол) вижте Манта.  
Морският дявол (Lophius piscatorius) е вид едра лъчеперка от семейство Морски дяволи (Lophiidae). Видът е разпространен в североизточните части на Атлантическия океан, от Баренцово море до Гибралтарския проток, както и в Средиземно и Черно море.